# Ото II фон Волфратсхаузен
Ото II фон Дисен-Волфратсхаузен (на немски: Otto von Diessen-Wolfratshausen; † 24 април 1122) от страничната линия Волфратсхаузен на династията Андекс-Дисен е граф на Танинг (ок. 1073), Амбрас (1078 – 1093), Волфратсхаузен (1098 – 1116), Дисен (1100 – 1107). Той е дядо на германската кралица Гертруда фон Зулцбах и на византийската императрица Берта фон Зулцбах.
Той е син на граф Бертхолд II фон Дисен, граф на Горен Изар († ок. 1060), и съпругата му фон Хоенварт, дъщеря на Конрад фон Хоенварт († сл. 1005). По баща е внук на Фридрих фон Васербург († ок. 1030) и Куница фон Йонинген († 1020), дъщеря на херцог Конрад I/II от Швабия († 997) и принцеса Рихлинд от Швабия.
Брат е на Конрад фон Ясберг, хорхер фон Дисен († 16 май) и на сестра, омъжена за Буркхард I фон Моозбург, граф на горен Ампер († сл. 1060).
Ото II става граф между 1098 и 1116 г. Ото II умира на 24 април 1122 г. и е погребан в църквата Св. Стефан в Дисен ам Амерзе.

## Фамилия
Ото II се жени за Юстиция Австрийска († 30 януари 1120/1122), дъщеря на маркграф Ернст Бабенберг Австрийски († 1075) и Аделхайд от Айленбург († 1071). Те имат децата:
- Луитполд († сл. 1100)
- Агнес, монахиня в Адмонт
- Аделхайд фон Волфратсхаузен (* ок. 1084; † 11 януари 1126), омъжена 1113 г. за граф Беренгар I фон Зулцбах (1080 – 1125), родители на
  - Гертруда фон Зулцбах († 1146), германска кралица, омъжва се пр. 1134 г. за крал Конрад III
  - Берта фон Зулцбах (1110 – 1159), византийска императрица (1146 – 1159), първа съпруга на византийския император Мануил I Комнин

Ото II се жени втори път за Аделаида фон Регенсбург, дъщеря на бургграф и граф Хайнрих I фон Регенсбург-Зинцинг († сл. 30 септември 1083). Те имат децата:
- Ото III фон Волфратсхаузен († 28 май 1227, умира като монах в Зееон), граф на Волфратсхаузен, женен за Лаурита († 31 август 1145)
- Хайнрих I фон Волфратсхаузен († 11 май 1155), 21. епископ на Регенсбург (1132 – 1155)
- Елизабет, омъжена за Бернард фон Щайн († 1120 – 1150)